# 풍년가
《풍년가》는 한국에서 제작된 방한중 감독의 1942년 영화이다. 김신재 등이 주연으로 출연하였고 이창용 등이 제작에 참여하였다.

## 출연

### 주연
- 김신재
- 최운봉
- 독은기
- 전택이

## 기타
- 조명: 정경준
- 녹음: 양주남